# アルトゥール・ボカ
アルテュール・エティエンヌ・ボカ（Arthur Etienne Boka, 1983年4月2日 - ）はコートジボワール・アビジャン出身の元サッカー選手。現役時代のポジションはDF（左サイドバック）。

## 来歴
2004年にコートジボワール代表デビュー。アフリカネイションズカップには5回出場、2006年と2012年には準優勝した。また2006、2010、2014 FIFAワールドカップにも出場した。2015年までに通算87試合に出場、1得点をあげた。

## 所属クラブ
- KSKベフェレン 2002-2004
- RCストラスブール 2004-2006
- VfBシュトゥットガルト 2006-2014
- マラガCF 2014-2016
- FCシオン 2016-2017

## 代表歴

### 出場大会
- コートジボワール代表
  - 2006 FIFAワールドカップ
  - 2010 FIFAワールドカップ
  - 2014 FIFAワールドカップ

### 試合数
- 国際Aマッチ 87試合 1得点（2004年-2015年）[1]

| コートジボワール代表 | 国際Aマッチ | 国際Aマッチ |
| 年                   | 出場        | 得点        |
| -------------------- | ----------- | ----------- |
| 2004                 | 7           | 1           |
| 2005                 | 7           | 0           |
| 2006                 | 14          | 0           |
| 2007                 | 4           | 0           |
| 2008                 | 17          | 0           |
| 2009                 | 5           | 0           |
| 2010                 | 5           | 0           |
| 2011                 | 3           | 0           |
| 2012                 | 8           | 0           |
| 2013                 | 7           | 0           |
| 2014                 | 8           | 0           |
| 2015                 | 2           | 0           |
| 通算                 | 87          | 1           |

## タイトル
RCストラスブール
- クープ・ドゥ・フランス : 2005

VfBシュトゥットガルト
- ブンデスリーガ : 2007